# Ghandža
Gandža  (arabsko غنجه), v Indiji znana tudi kot kotija, je velik lesen trgovski dhov, tradicionalna arabska jadrnica.

## Opis
Gandža dhov je imel ukrivljen premec z značilnim trolistnim okrasom, izrezljanim na vrhu glave premca. Imel je tudi okrašeno izrezljano krmo in bivalne galerije. Njegova povprečna dolžina je bila 30 m s 15 m dolgo kobilico in povprečno težo 215 ton. Običajno je imel dva jambora, pri čemer je imel glavni jambor izrazit naklon proti premcu. Uporabljal je dve do tri latenska jadra; dodatna jadra so bila pogosto dodana na kosnik in na zgornji jambor na vrhu glavnega jambora.
Ghandžo je pogosto težko razlikovati od baghle, podobne vrste dhova. Poleg rezbarije v obliki trolista na vrhu glave premca so imele ghandže običajno bolj vitko obliko.

## Zgodovina
Ghandže so v preteklih stoletjih pogosto uporabljali kot trgovske ladje v Indijskem oceanu med zahodno obalo indijske podceline in Arabskim polotokom. Veliko ghandž je bilo zgrajenih v tradicionalnih ladjedelnicah v Suru v Omanu kot tudi v Beyporeju v Kerali v Indiji.
Ghandže so v 20. stoletju večinoma nadomestile novejše oblikovane boum, ki jih je bilo lažje manevrirati.